# FFH-Gebiet Klosterforst Preetz

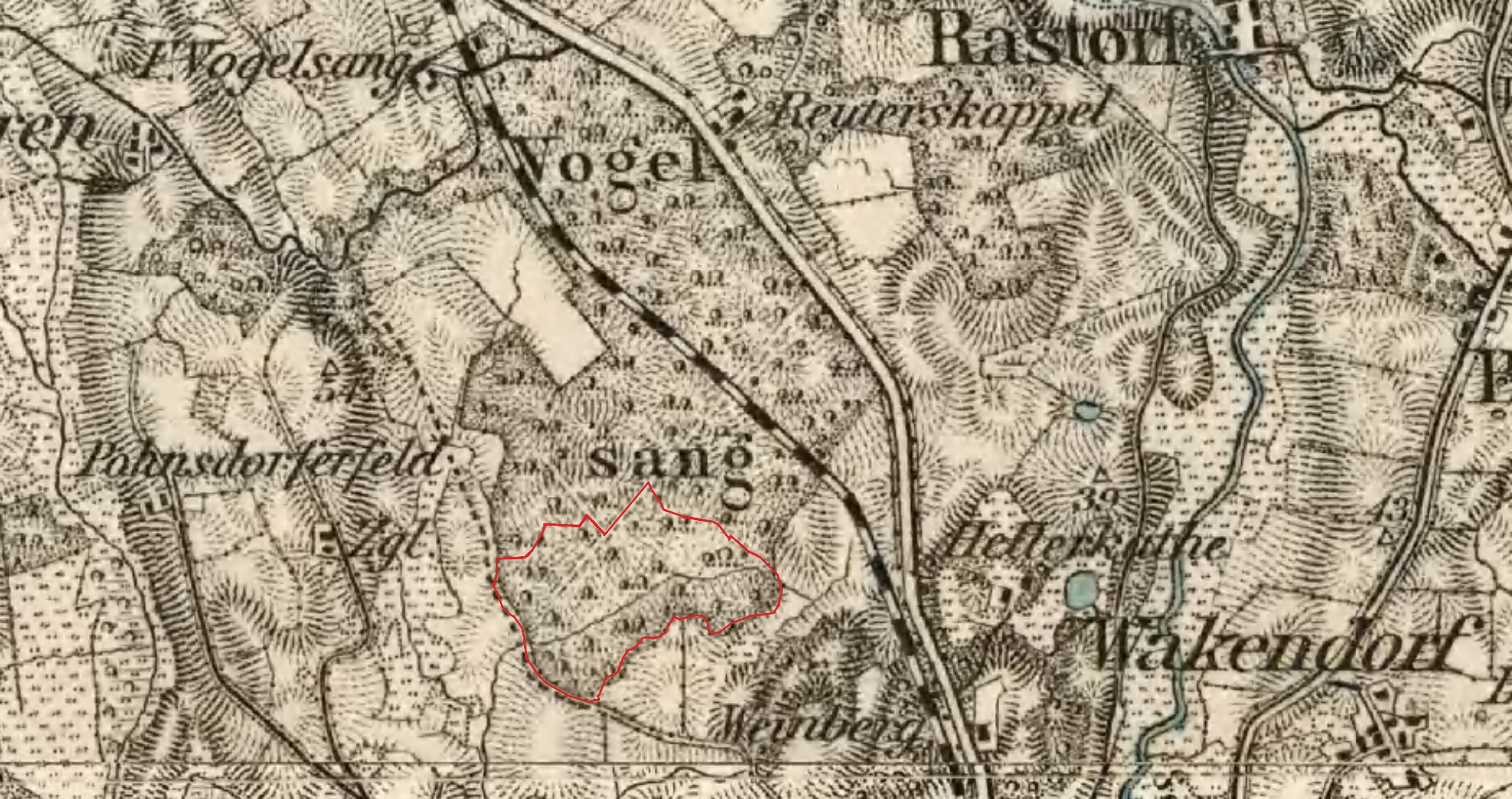
Bild 1ː Wald Vogelsang um 1893 (rot umrandet das heutige FFH-Gebiet)

Das FFH-Gebiet Klosterforst Preetz ist ein NATURA 2000-Schutzgebiet in Schleswig-Holstein im Kreis Plön in der Gemeinde Pohnsdorf. Es liegt im Naturraum Moränengebiet der Oberen Eider (Landschafts-ID 70202), in der Haupteinheit Ostholsteinisches Hügelland. Diese ist wiederum Teil der Naturräumlichen Großregion 2. Ordnung Schleswig-Holsteinisches Hügelland. Es hat eine Größe von 40 Hektar.
Die größte Ausdehnung des FFH-Gebietes liegt mit einem Kilometer in Ostwestrichtung. Es liegt zwischen dem Schwentinentaler Ortsteil Raisdorf im Norden und dem Pohnsdorfer Ortsteil Kronsredder im Süden westlich der Bahnstrecke Kiel–Lübeck. Das FFH-Gebiet besteht erdgeschichtlich aus Endmoränen der letzten Eiszeit und deren Geschiebelehm, oft über Geschiebemergel. Bei dem FFH-Gebiet Klosterforst Preetz handelt es sich um den Südteil des historischen Waldgebietes „Vogelsang“, das ein Teil des wesentlich größeren Forstgebietes Klosterforst Preez ist und bereits auf der Karte des Deutschen Reiches von 1893 verzeichnet ist, siehe Bild 1. Es ist wie in Schleswig-Holstein üblich von einer Wallhecke (Knick) umgeben.
Die höchste Erhebung liegt mit 40,6 Meter über Normalhöhennull (NHN) am Südrand des FFH-Gebietes und erreicht den niedrigsten Wert mit 27 Meter über NHN im Südwesten, siehe Karte 1. Das Gebiet entwässert vollständig nach Süden über den Postsee, Alte Schwentine und Schwentine in Kiel in die Kieler Förde.
Das FFH-Gebiet besteht laut NATURA 2000-Standard-Datenbogen (SDB) vom Mai 2019 vollständig aus der Lebensraumklasse „Laubwald“.

## FFH-Gebietsgeschichte und Naturschutzumgebung
Der NATURA 2000-Standard-Datenbogen (SDB) für dieses FFH-Gebiet wurde im Mai 2004 vom Landesamt für Landwirtschaft, Umwelt und ländliche Räume (LLUR) des Landes Schleswig-Holstein erstellt, im September 2004 als Gebiet von gemeinschaftlicher Bedeutung (GGB) vorgeschlagen, im November 2007 von der EU als GGB bestätigt und im Januar 2010 national nach § 32 Absatz 2 bis 4 BNatSchG in Verbindung mit § 23 LNatSchG als besonderes Erhaltungsgebiet (BEG) bestätigt. Der SDB wurde zuletzt im Mai 2019 aktualisiert. Der Managementplan wurde im Oktober 2013 veröffentlicht.
Das FFH-Gebiet liegt im Landschaftsschutzgebiet LSG Postsee - Neuwührener Au - Klosterforst Preetz und Umgebung. Es liegt im Schwerpunktbereich 1363 „Kap.4.1 Wald“ des landesweiten Biotopverbundsystems.
Mit der Gebietsbetreuung des FFH-Gebietes nach § 20 LNatSchG wurde durch das LLUR noch keine Institution beauftragt (Stand Dezember 2022).

## FFH-Erhaltungsgegenstand
Laut Standard-Datenbogen vom Mai 2019 sind folgende FFH-Lebensraumtypen (LRT) und Arten als FFH-Erhaltungsgegenstände mit den entsprechenden Beurteilungen zum Erhaltungszustand der Umweltbehörde der Europäischen Union gemeldet worden (Gebräuchliche Kurzbezeichnung (BfN)):
FFH-Lebensraumtypen nach Anhang I der EU-Richtlinie:
- 3150 Natürliche und naturnahe nährstoffreiche Stillgewässer mit Laichkraut oder Froschbiss-Gesellschaften (Gesamtbeurteilung C)[12]
- 9130 Waldmeister-Buchenwälder (Gesamtbeurteilung C)[13]
- 91E0* Erlen-Eschen- und Weichholzauenwälder (Gesamtbeurteilung C)[14]

Das FFH-Gebiet ist im SDB zu knapp acht Zehntel als FFH-Lebensraumfläche ausgewiesen, wovon der überwiegende Teil dem LRT 9130 Waldmeister-Buchenwälder zugerechnet wird, siehe Diagramm 1. Im Gebiet verteilt befinden sich einige kleine Weiher und Tümpel, die dem LRT 3150 Natürliche und naturnahe nährstoffreiche Stillgewässer mit Laichkraut oder Froschbiss-Gesellschaften zugeordnet wurden. Die zahlreichen Bäche und feuchte Gräben im FFH-Gebiet werden von Eschen und Erlen gesäumt.
Im Juli 2015 wurde eine Biotopkartierung der FFH-Lebensraum- und Biotoptypen im FFH-Gebiet durchgeführt. Danach ist der Anteil an LRT-Flächen etwas höher als im SDB gemeldet. Allerdings wurde keine Fläche als LRT 3150 Natürliche und naturnahe nährstoffreiche Stillgewässer mit Laichkraut oder Froschbiss-Gesellschaften ausgewiesen, wie im SDB. Drei Prozent der Fläche ist mit Biotoptypen ausgewiesen, siehe Diagramm 2. Hier handelt es sich um Kleingewässer und Erlen-Bruchwald.

## FFH-Erhaltungsziele
Aus den oben aufgeführten FFH-Erhaltungsgegenständen werden als FFH-Erhaltungsziele von besonderer Bedeutung die Erhaltung folgender Lebensraumtypen und Arten im FFH-Gebiet vom Ministerium für Energiewende, Landwirtschaft, Umwelt und ländliche Räume des Landes Schleswig-Holstein erklärt:
- 9130 Waldmeister-Buchenwälder
- 91E0* Erlen-Eschen- und Weichholzauenwälder

Damit sind von den drei FFH-Erhaltungsgegenständen die beiden Waldlebensraumtypen als FFH-Erhaltungsziele übernommen worden.

## FFH-Analyse und Bewertung
Das Kapitel FFH-Analyse und Bewertung im Managementplan beschäftigt sich unter anderem mit den aktuellen Gegebenheiten des FFH-Gebietes und den Hindernissen bei der Erhaltung und Weiterentwicklung der FFH-Lebensraumtypen und Arten. Die Ergebnisse fließen in den FFH-Maßnahmenkatalog ein.
Die im FFH-Gebiet ausgewiesenen FFH-LRT-Flächen haben eine schlechte Gesamtbewertung im SDB erhalten. Die beiden Waldlebensraumtypen haben nur eine einschichtige Struktur. Sie sind in der Regel alle im gleichen Alter. Stehendes und liegendes Totholz als Habitat für die verschiedensten Arten sind in ungenügendem Maße vorhanden. Besonders alte Habitatbäume für Höhlenbewohner wie Fledermäuse sind kaum vorhanden.
Das FFH-Gebiet befindet sich im Besitz des adeligen Kirchengutes Kloster Preetz. Der größte Teil des FFH-Gebietes steht unter Vertragsnaturschutz (Stand Dezember 2022). Für zwei Flächen mit den Biotoptypen (WMo) Perlgras-Buchenwald und (WMu) Waldgersten-Buchenwald sind zwischen dem Eigentümer und dem LLUR Verträge nach dem Vertragsmuster „Weidewirtschaft Moor ohne Düngung“ abgeschlossen worden (Stand Dezember 2022).

## FFH-Maßnahmenkatalog
Der FFH-Maßnahmenkatalog im Managementplan führt neben den bereits durchgeführten Maßnahmen geplante Maßnahmen zur Erhaltung und Entwicklung der FFH-Lebensraumtypen im FFH-Gebiet an. Die Maßnahmen sind zudem in einer gesonderten Maßnahmenkarte und in zehn Maßnahmenblättern zur Projektverfolgung tabellarisch erfasst.
Von den zehn vorgeschlagenen Maßnahmen sind im Managementplan und in der Maßnahmenkarte sechs „Notwendige Erhaltungsmaßnahmen“ und vier „Weitergehende Entwicklungsmaßnahmen“ erwähnt. In den Maßnahmenblättern hingegen sind sieben „Notwendige Erhaltungsmaßnahmen“ und drei „Weitergehende Entwicklungsmaßnahmen“ vorgeschlagen. Dabei werden folgende Themen angesprochenː
- Altersstruktur
- Holzentnahmemethode
- Habitatbäume
- Wasserhaushalt
- Bruchwaldnutzung
- Waldumbau
- Totholz

## FFH-Erfolgskontrolle und Monitoring der Maßnahmen
Eine FFH-Erfolgskontrolle und Monitoring der Maßnahmen findet in Schleswig-Holstein alle 6 Jahre statt. Die Ergebnisse des letzten Monitorings wurden noch nicht veröffentlicht (Stand Dezember 2022).